# Wolnost´
Wolnost´ (ros. Вольность) – chutor w Rosji, w Kraju Krasnodarskim, w rejonie uspieńskim. W 2010 liczył 195 mieszkańców.